# Vstaváček alpínský
Vstaváček alpínský (Chamorchis alpina) je jednoděložná rostlina z čeledi vstavačovité a jediný druh rodu vstaváček. Roste pouze v evropských horách v alpinském stupni.